# Christa Köhler
Pour les articles homonymes, voir Köhler.
Christa Köhler, née le 18 août 1951 à Tessin (Mecklembourg-Poméranie-Occidentale), est une ancienne plongeuse allemande, médaillée d'argent olympique en 1976.

## Carrière
Elle remporte la médaille d'argent en tremplin à 3 m lors des Jeux olympiques d'été de 1976 après avoir terminé seulement 11e lors de ceux de 1972. Elle est également championne du monde de la discipline en 1973 et d'Europe en 1977.

## Distinctions
- 1974 : Ordre du mérite patriotique en bronze[4]